# Iruz
Iruz es una localidad del municipio de Santiurde de Toranzo (Cantabria, España). En el año 2008 contaba con una población de 414 habitantes (INE). La localidad se encuentra a 100 metros de altitud sobre el nivel del mar, y a 4 kilómetros de la capital municipal, Santiurde de Toranzo.
Destaca del lugar el Santuario de Nuestra Señora de El Soto, fundado por los franciscanos en el siglo XVII y declarado Bien de Interés Local con la categoría de Inmueble en el año 2001.

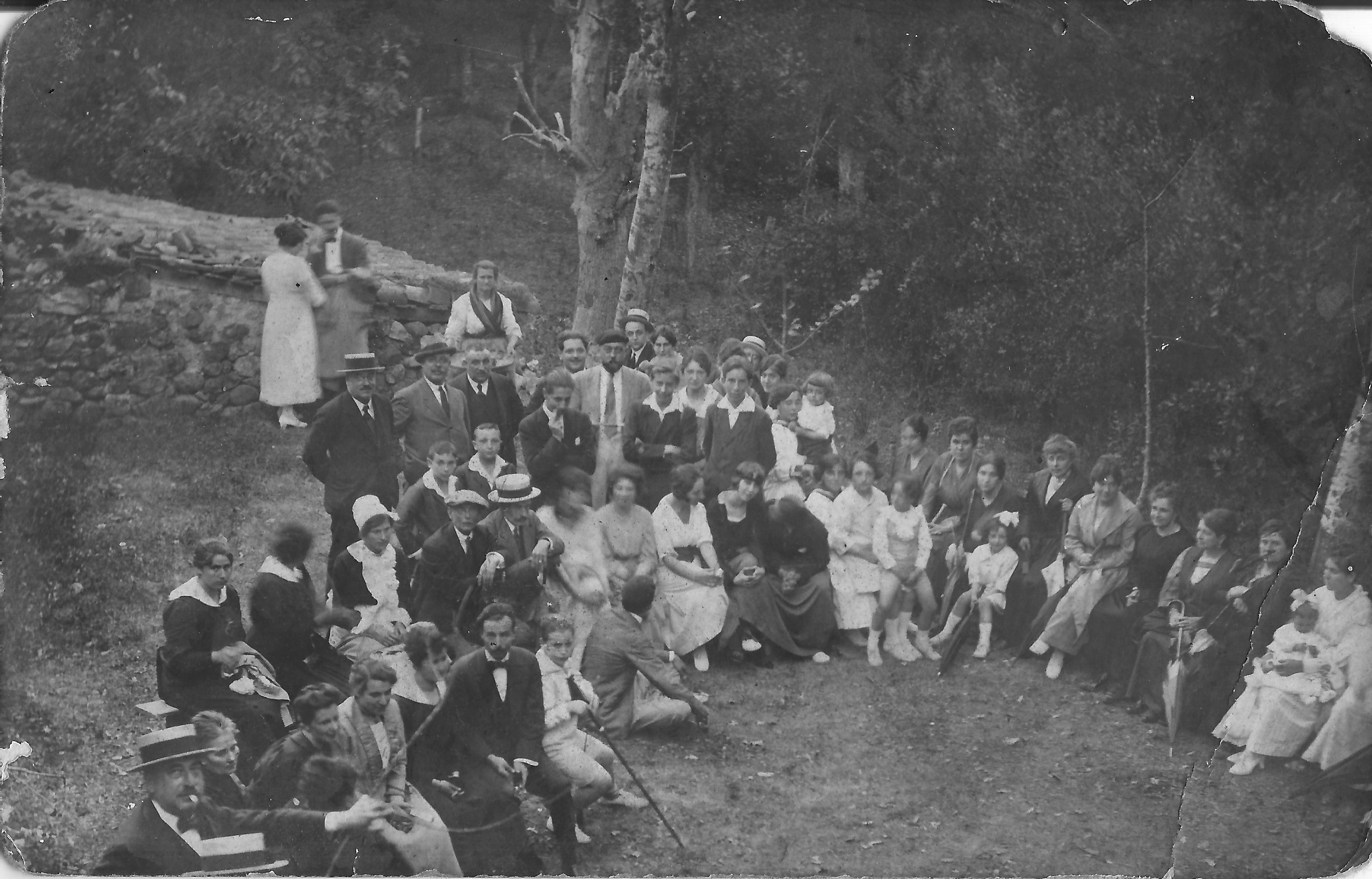
Soto Iruz Romeria principios Siglo XX

- Datos: Q5920487
- Multimedia: Iruz / Q5920487